# Alexander Binder
Alexander Binder (Alessandria d'Egitto, 17 aprile 1888 – Berlino, 25 febbraio 1929) è stato un fotografo tedesco di origini svizzere.

## Biografia
La città di nascita non è stata stabilita con certezza: molto probabilmente fu Alessandria d'Egitto ma potrebbe essere stata, secondo altre fonti, anche Oleksandrivka in Crimea. Di origini ebraiche, dopo aver abbandonato gli studi in ingegneria frequentò il "Lehr- und Versuchsanstalt für Photographie, Chemie, Lichtdruck und Gravüre" a Monaco di Baviera dal 1908 al 1910. Quindi si trasferì a Berlino dove aprì in successione alcuni studi fotografici, specializzandosi nel ritratto.
Fu soprattutto un ritrattista in stile impressionista e negli anni '20 diventò uno dei fotografi più apprezzati della Germania tanto da esporre in prestigiose mostre fotografiche a Berlino nel 1921 e a Londra nel 1925 e 1926.
Davanti alla sua macchina fotografica sono passati registi, attori, ballerine e personaggi celebri di quegli anni che vennero pubblicati in riviste alla moda e cartoline degli attori molto in voga tra gli appassionati e collezionisti. Alla fine degli anni venti il suo studio era "il più grande... studio fotografico d'Europa".
Binder fu sposato con l'attrice Elisabeth Pinajeff.

## Atelier Binder
Dopo la morte di Binder, avvenuta nel 1929, la proprietà dell'atelier era della moglie e delle sue due figlie. La direzione fu gestita da Elisabeth Freifrau von Stengel fino al 1942 quando fu deportata nel Campo di concentramento di Theresienstadt (noto per la concentrazione di intellettuali e artisti ebrei ma in realtà campo di smistamento verso i lager di Treblinka ed Auschwitz) lasciando la direzione a Curt König.
La firma e il timbro di Binder sono rimasti nelle fotografie anche dopo la sua morte ed il fotografo che può aver proseguito il lavoro potrebbe essere stato Hubs Flöter, primo operatore fino al 1938. Altre fonti affermano che il fotografo Karl Ludwig Haenchen abbia rilevato le stanze nel 1938.

## Gallery (selezione)

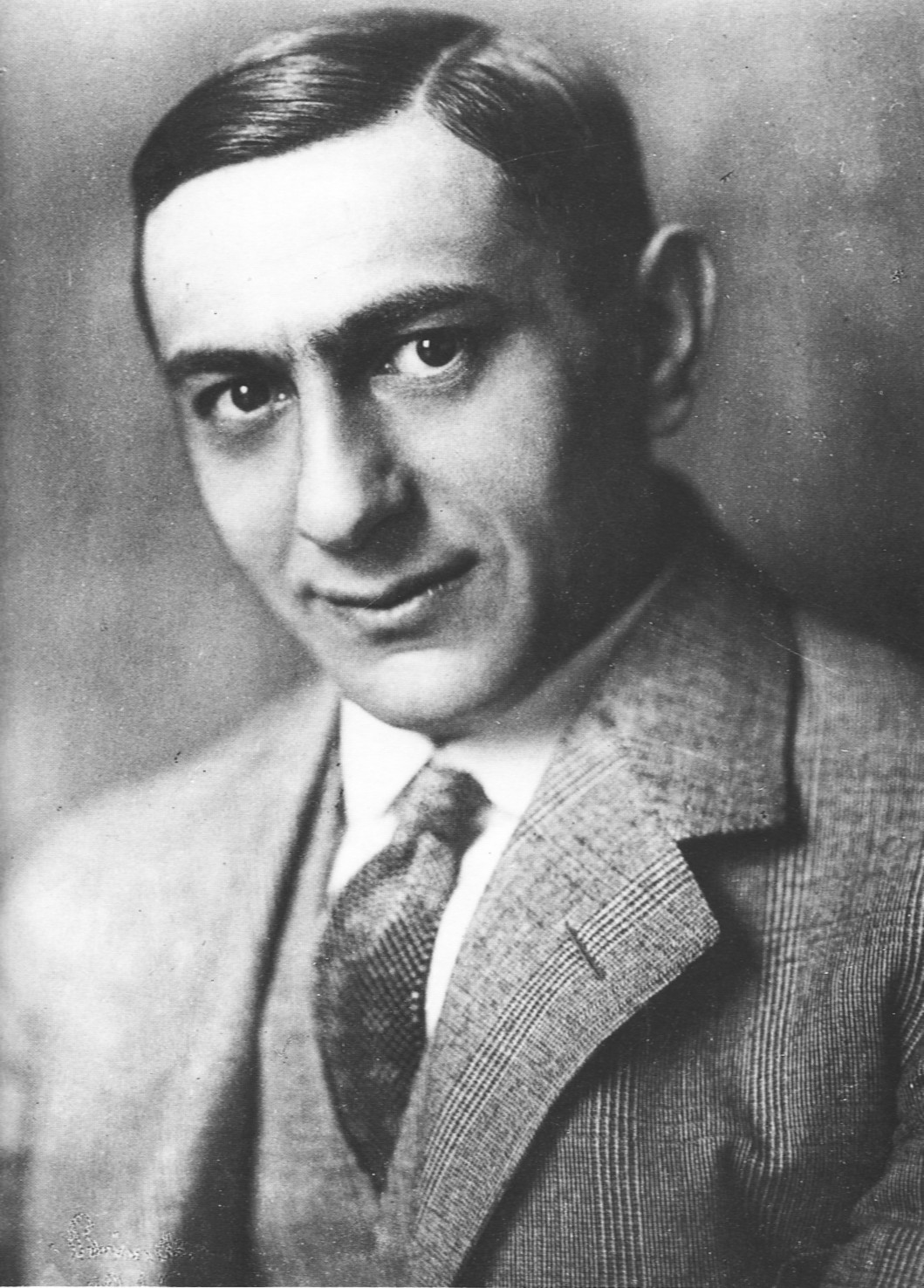
il regista Ernst Lubitsch nel 1920
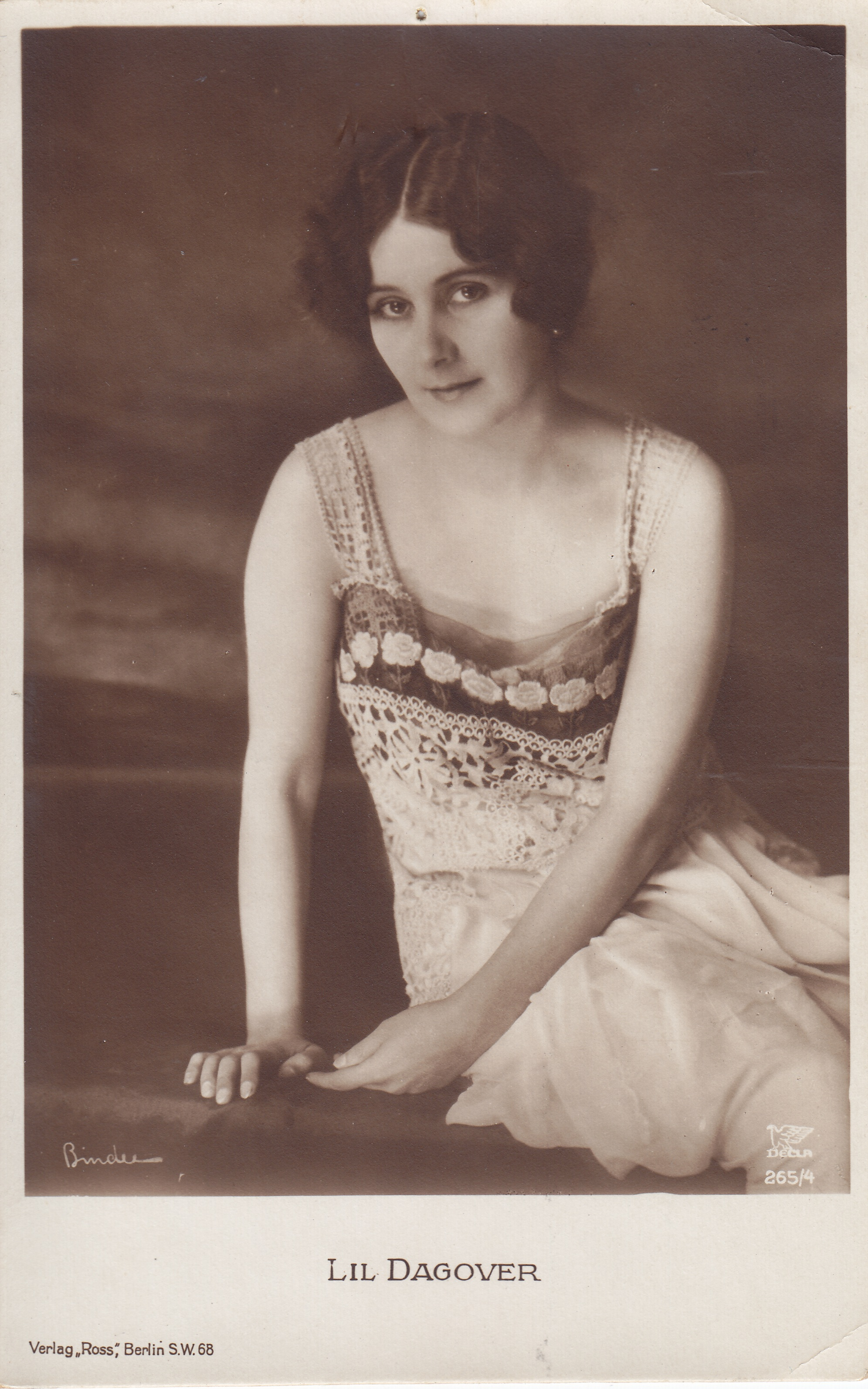
l'attrice Lil Dagover in una cartolina degli anni Venti
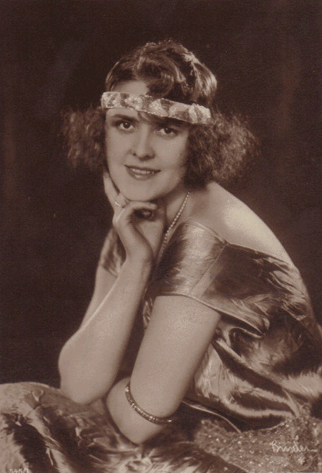
l'attrice Liane Haid nel 1924 circa
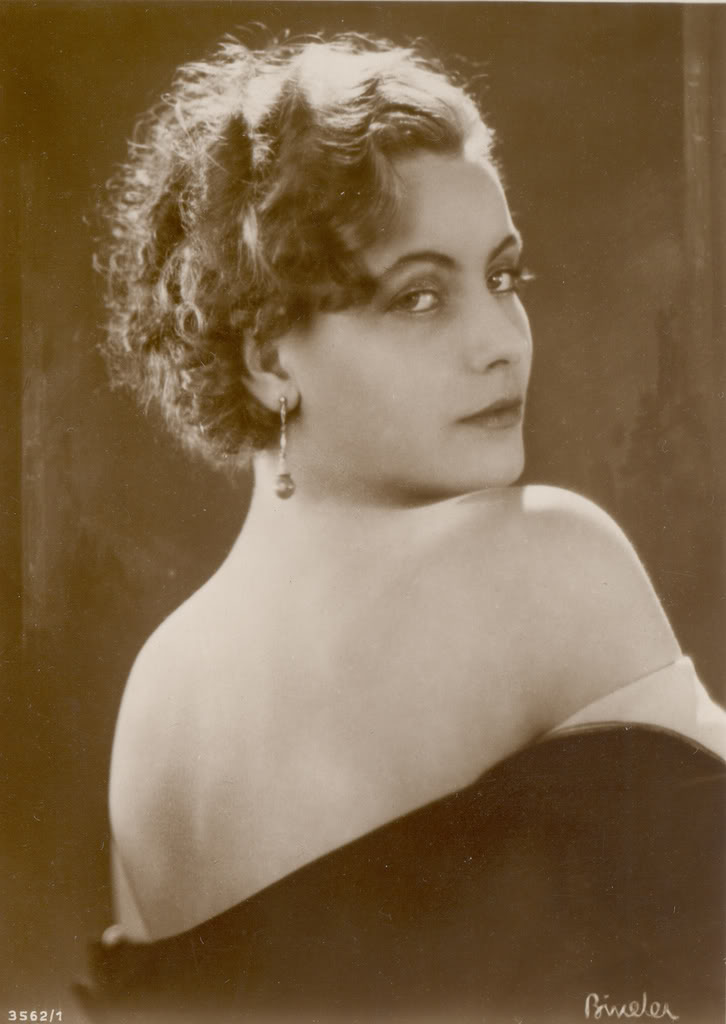
Greta Garbo nel 1925
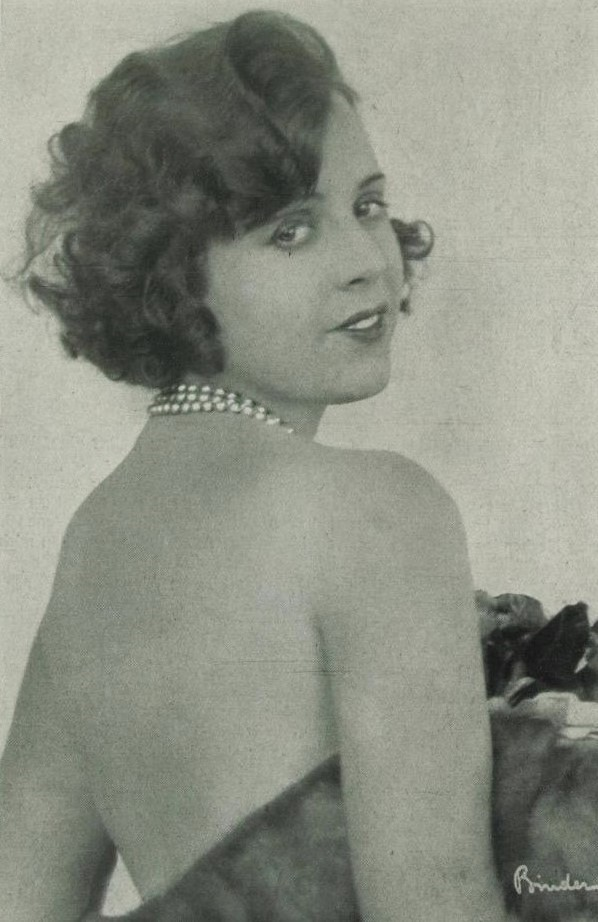
la moglie Elisabeth Pinajeff nel 1926
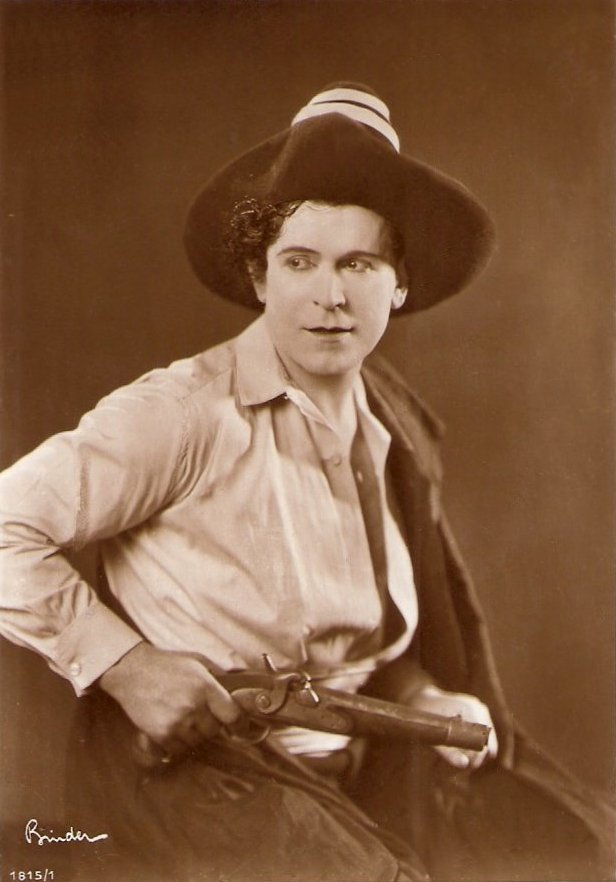
l'attore Luciano Albertini nel 1928
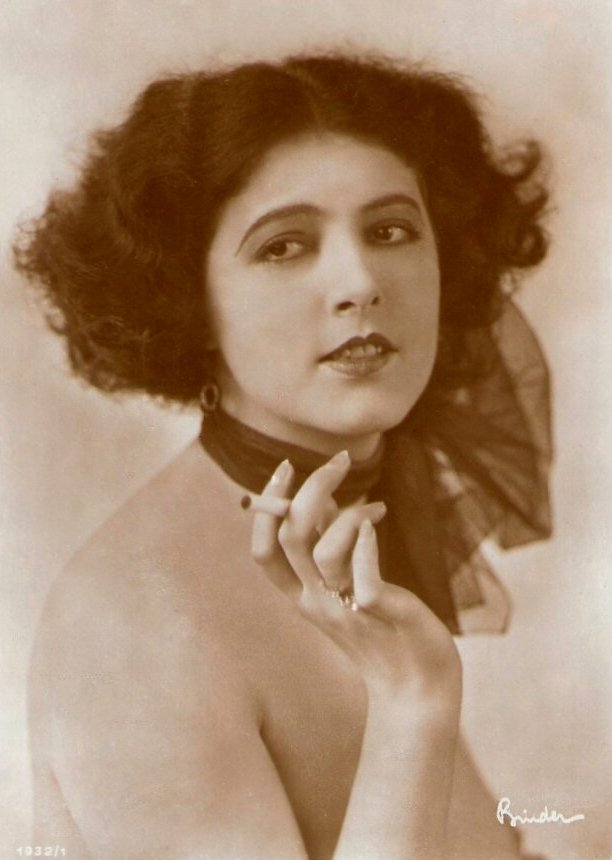
la diva del cinema muto Marcella Albani nel 1928
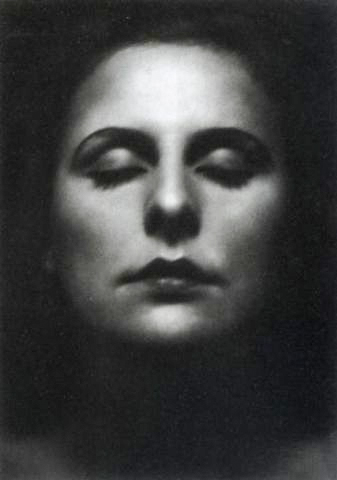
l'attrice, regista e fotografa Leni Riefenstahl nel 1928